# Abdellatif Soltani
 (octobre 2018).
Si vous disposez d'ouvrages ou d'articles de référence ou si vous connaissez des sites web de qualité traitant du thème abordé ici, merci de compléter l'article en donnant les références utiles à sa vérifiabilité et en les liant à la section « Notes et références ».
Abdelatif Ben Ali Al Soltani, né à El-Kantara (Biskra) le 8 juin 1902 et mort à Kouba le 14 avril 1984, est un savant et prédicateur, membre de l'Association des Oulémas algériens.

## Biographie
Abdelatif Soltani grandit à El Kantara où il est scolarisé très jeune dans une école coranique. Puis il achève son éducation religieuse dans les zaouïa de Sidi Okba puis Tolga en 1920. En 1922, il s'inscrit à l'université islamique de la Zitouna de Tunis, où il suit un cycle de sept ans et obtiendra son diplôme en 1929. 
En 1931, il se rapproche de l'association des Oulémas musulmans algériens, dont le président Abdelhamid Ben Badis lui propose de faire partie en tant qu'enseignant. Il est alors envoyé comme instituteur et imam d'une mosquée libre à Constantine. Par la suite il devient enseignant à l'école.
Il est élu au conseil d'administration de l'association des Oulémas représentant Constantine en 1946. En 1948, l'institut Ibn Badis est créé à Constantine et il y devient enseignant puis censeur.
En 1951, Abdelatif Soltani s'installe à Alger où il est nommé trésorier et directeur du siège d'Alger de l'association des Oulémas.
De 1955 à 1960, il est imam de la mosquée El Anassir dans le quartier Ruisseau (Hussein Dey-Alger) puis, de 1962 à 1965, il est imam de la mosquée Ketchaoua près de la Casbah et membre actif de l'association religieuse « El Qiyam » qui œuvre à une islamisation de l'État et de la société. Mais le 26 mars 1965, il s'oppose au projet de participation des femmes à la vie sociale et politique du président Ahmed Ben Bella. Il est alors démis de son poste d'imam. Mais Abdelatif Soltani reprend sa place d'imam à la suite du coup d'État de Houari Boumediene. Il est plusieurs fois convoqué pour ses prises de positions contre les politiques menées par le gouvernement. En parallèle, il est professeur au lycée de jeunes filles Hassiba Ben-Bouali de Kouba puis au lycée de garçons El-Idrissi, jusqu'à sa retraite en 1971.
En 1974, il publie son pamphlet Le mazdakisme est à l'origine du socialisme dans lequel il critique vivement le choix du socialisme par le gouvernement algérien, qu'il considère incompatible avec l'islam. Il attaque aussi la sécularisation de l'enseignement scolaire qui rendrait athée selon lui, et affirme que la Charia est la solution à tous les problèmes de la société. « Ce livre peut être considéré comme le manifeste du mouvement islamiste en Algérie » d'après l'historien Mohammed Harbi. 
Il se rend en 1977 à l'université islamique de Médine (Arabie-Saoudite), pour assister au congrès de la Daawa, présidée par la plus grande autorité religieuse du pays, le grand savant et mufti saoudien Abd al-Aziz ibn Baz.
En 1981, il publie Les flèches de l'islam dans lequel il déclare que les moudjahidin algériens de la guerre de libération ne méritaient pas le titre de martyrs (chahid) car ils ne s'étaient pas battus au nom de la foi islamique, une conception proche du wahabisme et de l'islam idéologisé des Frères musulmans. 
Abdelatif Soltani entre en 1982 dans le paysage politique islamique et signe avec Ahmed Sahnoune et Abbassi Madani, un programme politique islamique en 14 points qu'ils présenteront au gouvernement. Ils appellent à l'islamisation du droit, de l'éducation et de l'économie et une arabisation plus efficace. Il est alors assigné à résidence jusqu'à son décès, le 14 avril 1984 à Kouba (Alger). Ses obsèques seront l'occasion d'une grande manifestation islamiste.

## Publications
- Le mazdakisme est à l'origine du socialisme, 1974
- Les flèches de l'islam, 1981.

## Influence
En 1989, l'islamiste algérien Ali Belhadj affirme qu'il a été influencé par Abdelatif Soltani.